# Mein blühendes Geheimnis
Mein blühendes Geheimnis (span. La flor de mi secreto) ist ein Film des spanischen Regisseurs Pedro Almodóvar aus dem Jahr 1995.

## Handlung
Der Film spielt in Madrid. Hauptfigur ist die Schriftstellerin Leocadia, genannt Leo. Sie schreibt unter dem Pseudonym Amanda Gris kitschige Liebesromane und ist damit wohlhabend geworden. Als jedoch ihre Ehe mit dem in Brüssel bei der NATO arbeitenden Mann Paco in eine Krise gerät, gelingen ihr plötzlich keine sentimentalen Romane mehr, sondern nur noch äußerst bizarre Tragödien, zum Beispiel die Geschichte eines Mannes, der die Mutter seiner Ex-Frau ermordet, um seine Frau auf der Beerdigung zu treffen und sie so zurückzugewinnen. Oder die Geschichte einer Mutter, die ihren Mann umbringt, weil der sich an der Tochter vergangen hatte, und den Leichnam in der Kühltruhe eines Restaurants versteckt. 
Leos engste Bezugspersonen sind ihre Freundin Beatrice, die als Psychologin arbeitet, ihre Mutter, ihre Schwester und ihre Haushälterin Bianca. Biancas Sohn Antonio wird gespielt von dem Flamencotänzer Joaquin Cortés. Leos Mutter wohnt bei Leos Schwester, will jedoch aufs Land zurück und tyrannisiert ihre Tochter und deren Familie.
Leo gerät in Konflikt mit ihrem Verlag, dem sie fünf Liebesromane pro Jahr liefern muss. Ihre Verleger Alicia und Tomás machen ihr unmissverständlich klar, was sie von ihren Romanen erwarten: „Staatssekretäre, Yuppies, suggestiver Sex, dezent suggeriert, keine Politik, uneheliche Kinder, so viele du willst, gesellschaftliches Bewusstsein ist zu vermeiden. Und natürlich immer ein glückliches Ende!“
Leo steht nun vor dem Problem, noch zwei Kitschromane liefern zu müssen, die ihr nicht gelingen wollen. 
Leo sitzt untätig zu Hause oder weint sich bei ihrer Freundin Beatrice, genannt Betty, aus. Beatrice macht sie mit dem El-Païs-Kulturredakteur Ángel bekannt, der Leo als Rezensentin einstellt. Leo erklärt, Amanda Gris zu verabscheuen, und schreibt  unter ihrem tatsächlichen Namen eine vernichtende Kritik zu den Amanda-Gris-Romanen. Neben ihren Verrissen erscheint als Kontrapunkt eine positive Kritik von Paqui Damar – ein Pseudonym, hinter dem sich Ángel verbirgt.
Leo besucht Beatrice und freut sich auf ihren Mann Paco, der aus Brüssel zu Besuch kommen will. Als bei Beatrice das Telefon klingelt, ist Paco am Apparat und will Leo sprechen. Hinterher bemerkt Betty: „Komisch, dass er hier angerufen hat, oder?“, doch Leo sieht keinen Grund zur Sorge. Sie nimmt an, ihr Mann habe sie zu Hause nicht erreicht und sie daher richtig bei Betty vermutet.
Ángel interessiert sich zunehmend für Leo, die jedoch noch ihre Ehe mit Paco retten will. Bei seinem Kurzbesuch in Madrid erklärt Paco jedoch, keine Rettung für die Ehe mehr zu sehen, und reist wieder ab. Leo betrinkt sich und nimmt zu viele Schlaftabletten, übergibt sich jedoch gleich darauf, geht benommen in die Stadt und gerät in eine Demonstration von Studenten. Hier trifft sie auf Ángel. Er nimmt sie mit nach Hause. Am nächsten Morgen wacht Leo bei Ángel auf und kann sich nicht an den vergangenen Tag erinnern – sie meint nur, zu viel geredet zu haben, was ihr Ángel bestätigt: „Du hast auch ‚die Blume deines Geheimnisses‘ enthüllt, wie Amanda Gris sagen würde.“ Diese Bemerkung erklärt den Titel.
Bei sich zu Hause trifft Leo auf Betty, die die leere Schlaftablettenröhre gefunden hat und voller Entsetzen glaubt, Leo habe Selbstmord begangen. Es kommt zu einem heftigen Streit, bei dem Betty Leo damit konfrontiert, dass sie Pacos Geliebte ist – von ihm hat sie auch den Wohnungsschlüssel bekommen. Leo reagiert gefasst. Als das Telefon klingelt, sagt sie resigniert zu Betty: „Geh du, es ist für dich.“ Doch es ist Leos Mutter, die in ihr Heimatdorf in der Extremadura zurückwill. Leo bringt sie zusammen mit Ángel nach Hause. Ángel fährt zurück nach Madrid, Leo bleibt längere Zeit bei ihrer Mutter auf dem Lande und erholt sich dort.
In Leos Elternhaus in der Extremadura kommt es zu einem sehr vertrauensvollen Gespräch zwischen Mutter und Tochter, in der die Mutter der Tochter sagt, sie sei „wie eine Kuh ohne Glocke“ – alleine, ohne Herde, ohne Orientierung, ohne Möglichkeit, gefunden zu werden.
Wieder in Madrid, bekommt Leo einen begeisterten Anruf von Alicia, die hingerissen von den beiden neuen Amanda-Gris-Romanen ist. Leo ist verwirrt, da sie sie nicht geschrieben hat. Hinter den Werken steckt Ángel – er erklärt, es sei schon lange sein Traum, Kitschromane zu schreiben. Fortan ist er Leos Ghostwriter.
Leo und Ángel werden ein Paar, nachdem sie gemeinsam einen Flamencoauftritt von Bianca und Antonio gesehen haben.

## Hintergründe
Leos Geschichte, in der eine Frau ihren Gatten umbringt und ihn anschließend in der Kühltruhe eines Restaurants versteckt, ist ein Vorläufer von Almodóvars Volver – Zurückkehren.

## Kritiken
„Eine mit makabren Späßen angereicherte schrille Komödie ohne analytischen Anspruch.“